# Jühnsdorf
Jühnsdorf (niederdeutsch Jühnsdörp oder Jüensdörp) ist ein Ortsteil der Gemeinde Blankenfelde-Mahlow im Landkreis Teltow-Fläming in Brandenburg.

## Geografie
Teile des Naturschutzgebiets Rangsdorfer See liegen im Süden des Gemeindegebiets von Jühnsdorf. Die höchste Erhebung auf der Gemarkung ist der 57 m hohe Lindenberg. Die umgebenden Flächen werden vorzugsweise landwirtschaftlich genutzt und durch die Meliorationsgräben Graben 1401-Jühnsdorf und Graben 1402-Jühnsdorf entwässert, die in den Rangsdorfer See münden.

## Geschichte und Etymologie

### Frühzeit bis 14. Jahrhundert

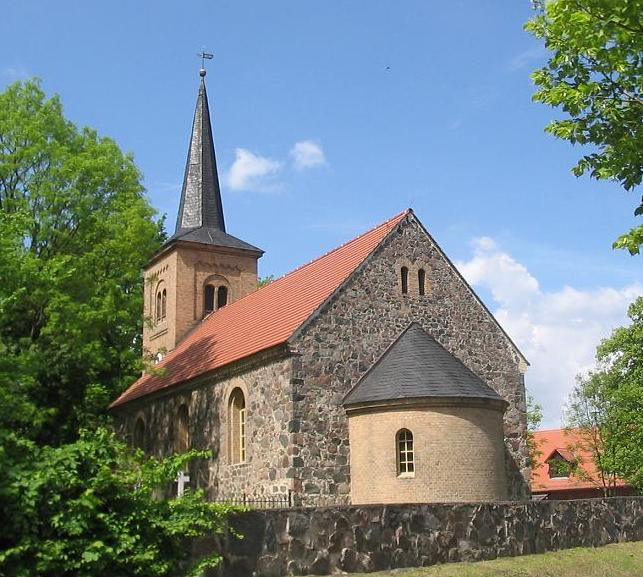
Feldsteinkirche, 14. Jahrhundert

Nach archäologischen Funden wurde die Gegend bereits während der Steinzeit von Menschen bewohnt. Die erste urkundliche Erwähnung stammt allerdings erst von 1372, damals als Gudenßdorff. Eine erste indirekte Erwähnung stammt bereits aus dem Jahr 1340 als ein Heiso de Gudensdorp in einer märkischen Urkunde erscheint. Der Name leitet sich vom Personennamen Godin ab. Die Bezeichnung des Ortes änderte sich in den folgenden Jahrhunderten vielfach. So wurde 1375 Gudensdorp, 1450 Jodenstorff, 1480 Judenstorp und 1652 Göhnsdorff geschrieben. Das Dorf besaß im Jahr 1375 eine Fläche von 39 Hufen, davon standen dem Pfarrer vier abgabenfreie Pfarrhufen zu. Fünf freie Hufen besaß der Bürger T. Paris aus Cölln, der auch das Obergericht sowie das Kirchenpatronat innehatte. Es gab 18 Kötterhöfe, von denen elf Pacht und Zins an ihn bezahlen musste. Es gab bereits Krug sowie eine Mühle, die jedoch bereits wüst gefallen war. Der Ort gehörte dem Markgrafen, der Bede und Wagendienste erhielt. Im 14. Jahrhundert entstand eine Dorfkirche.

### 15. bis 17. Jahrhundert
Vor 1450 ging der Ort an die Familie Milow von Glasow. 1450 wurde die Fläche des zum Dorf gehörenden Landes mit 40 Hufen angegeben, die Zahl der Kossäten hatte sich auf zwölf verringert. 1541 bewohnte der Pfarrer ein Haus. Ihm standen vier Hufen zu, hinzu Wiesen zu zwei Fuder Heu sowie 36 Scheffel Roggen Scheffelkorn von 36 Hufen. Der Küster erhielt vier Scheffel Roggen „von etlichem Land“ sowie von einer Wiese. Ähnlich häufig wie der Name des Ortes und des Ritterguts wechselten auch seine Besitzer. Der Familie Milow folgten die in den Jahren 1484 bis 1577 die Familien von Schlabrendorf (beginnend mit dem kurfürstlichen Rat Kurt von Schlabrendorf), von 1577 bis 1644 die von Hake. Die Hebungen aus drei Höfen gingen 1463 und 1672 an die Bürger Bergholz zu Cölln, 1482 an die von Aken zu Köln und zuletzt an eine Familie Schaum. 1624 bestand der Ort aus elf Hufnerhöfen und elf Kötterhofen. Es gab noch keine eigene Schmiede, daher kam bei Bedarf ein Laufschmied in den Ort. Dort lebten weiterhin ein Hausmann und ein Hirte. Von den 36 Hufen ging drei Höfe mit 12 Hufen ab, die von Frau von Hake 1618 freigelassen wurden. In der Zeit des Dreißigjährigen Krieges bestand im Jahr 1644 eine Meierei mit 14 Hufen. Die Bewohner betrieben Viehzucht, es gab einen Weinberg, eine Kienheide, sieben Hufner und 15 Kötter. Aus Kriegszeiten war ebenfalls bekannt, dass der Kirchenpatron vor „etlichen Jahren“ auf dem Pfarracker einen Weinberg hatte anlegen lassen (1640). Jühnsdorf war vom Krieg ebenfalls betroffen, allerdings offenbar nicht so stark wie andere Dörfer. Mit dem zunächst wiederverkaufsweisen Übergang auf Joachim von Otterstedt im Jahr 1652 gab es noch zehn (männliche) Bewohner (1682 erblich). 1663 erhielt der Küster einen Salar von den 36 Hufen und durfte gleichzeitig das Leineweberhandwerk betreiben, musste aber „die Jugend informieren“, d. h. Unterricht geben. Im Jahr 1686 lagen noch acht Bauernhöfe wüst. Die zehn Kötterhöfe waren hingegen schon wieder besetzt. Hinzu kam das 12 Hufen große Rittergut, das die Schäfereigerechtigkeit besaß, einen Weinberg kultivierte und über die Windmühlengerechtigkeit verfügte.

### 18. Jahrhundert
Im Jahr 1711 war Jühnsdorf auf 10 Giebel (=Wohnhäuser) angewachsen. Es gab einen Hirten, einen Schäfer und einen Knecht. Sie zahlten für 24 Hufen je acht Groschen Abgaben. Aus dem Jahr 1745 sind zwei Bauernhöfe bekannt, zehn Kötterhöfe, ein Krug, eine Windmühle sowie außerhalb des Dorfes eine Schäferei. 1771 waren zwei Häuser hinzugekommen. Die Abgaben waren gleich geblieben; die Windmühle wurde 1773 privat betrieben. Die Familie von Otterstedt musste sich allerdings aus finanziellen Gründen vom Dorf trennen und verkaufte es 1785 für 12.000 Taler an Erasmus von Redern. Diese musste Konkurs anmelden und Jühnsdorf kam 1798 zur Familie von der Groeben.

### 19. Jahrhundert

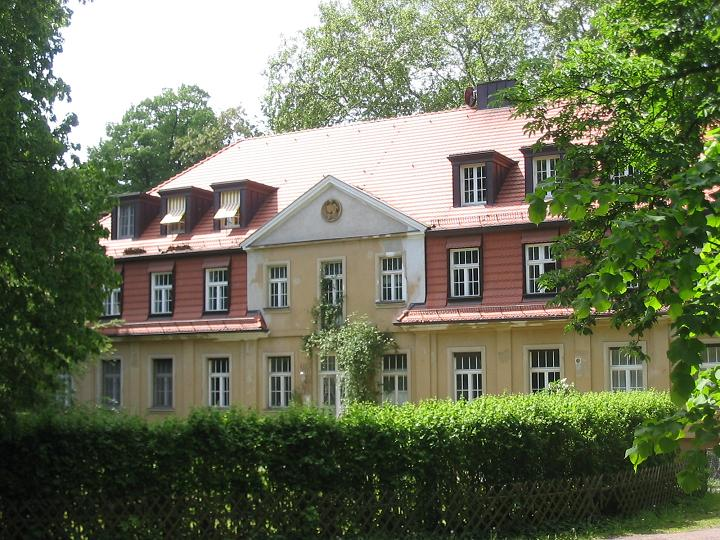
Gutshaus, 1824 von der Familie von dem Knesebeck erbaut

Unter der Leitung derer von Gröben lebten 1801 im Ort vier Ganzbauern, neun Ganzkötter und sieben Einlieger. Es gab einen Krug und eine Windmühle sowie einen Förster. Das Gut war zu dieser Zeit 24 Hufen groß, das Rittergut 17 – insgesamt gab es 24 Feuerstellen (=Haushalte). Jühnsdorf war bislang Mutterkirche, wurde 1817 jedoch Tochterkirche von Blankenfelde. Im Jahr 1823 starb Catharina Charlotte Dorothea von Gröben und das Dorf kam zusammen mit dem benachbarten Löwenbruch an ihren Neffen, Friedrich Wilhelm von dem Knesebeck. Er ließ am Rande des Angers gegenüber der Kirche ein Gutshaus im Dorf errichten. Das Gut in Löwenbruch wurde verpachtet und die Familie von dem Knesebeck wählte Jühnsdorf als Stammsitz. 1840 war Jühnsdorf auf 23 Wohnhäuser angewachsen. 1858 gab es im Dorf und Gut insgesamt zwölf Hofeigentümer sowie einen Pächter, die 31 Knechte und Mägde sowie 32 Tagelöhner beschäftigten. Es gab zwei nebengewerbliche Landwirte und zwei Arbeiter sowie sieben Bediente. Insgesamt bestanden in Jühnsdorf 15 Besitzungen. Das Rittergut war mit 2754 Morgen die größte Besitzung. Zwölf weitere Besitzungen waren zwischen 30 und 300 Morgen groß und brachten es zusammen auf 1302 Morgen. Weitere zwei Besitzungen waren 33 Morgen groß. In Jühnsdorf lebten außerdem ein Schankwirt und ein Rentier. 1860 gab es im Dorf vier öffentliche, 14 Wohn- und 37 Wirtschaftsgebäude, darunter eine Getreidemühle. Im Rittergut gab es zehn Wohn- und 24 Wirtschaftsgebäude. Im gleichen Jahr erfolgte ein Um- und Erweiterungsbau des Gutshauses. Bekanntester Gutsbesitzer war der Domherr zu Brandenburg, Kurator der Ritterakademie zu Brandenburg, Landrat des Kreises Teltow, Leo von dem Knesebeck.

### 20. Jahrhundert
Im Jahr 1900 bestanden im Dorf 18 und im Gut acht Häuser. Der Bestand wuchs bis auf 34 Wohnhäuser im Jahr 1931 an. 1907 umfasste das Rittergut Jühnsdorf eine Größe von 814 ha, Verwalter war Herr Kleeberg. Im Jahr 1920 verkaufte Frau Elisabeth von dem Knesebeck (1863–1953) das Gut an die Nordische Holzhandelsgesellschaft, die den zugehörigen Wald landwirtschaftlich nutzte und das Gut in den Jahren 1925/1926 für 720.000 Goldmark an den Kreis Teltow verkaufte. Dessen Landrat, Adolf von Achenbach, nutzte das Gut fortan als Dienstsitz.
Im Zweiten Weltkrieg wurde das Gutshaus zeitweise von der rumänischen Botschaft genutzt. Nach dem Krieg wurden die Eigentümer des Ritterguts enteignet und auch in Jühnsdorf kam es 1945 zu einer Bodenreform in der Sowjetischen Besatzungszone. Das Gut diente zunächst als Frauenschule, später als Lehrlingswohnheim der kreislichen Landwirtschaftsschule. 1960 gründete sich im Ort eine LPG vom Typ I, die 1961 über 20 Mitglieder verfügte, die 194 Hektar landwirtschaftliche Nutzfläche bewirtschafteten. 1973 gab es im Ort einen Betriebsteil des VEG Genshagen sowie eine Revierförsterei.
Nach der Wende erwarb die Familie Münstermann-Laartz im Jahr 1996 das Gut und sanierte es. Am 26. Oktober 2003 wurde Jühnsdorf nach Blankenfelde-Mahlow eingemeindet.

## Bevölkerungsentwicklung
| Jahr      | 1734 | 1772 | 1801 | 1817 | 1840 | 1858                 | 1925 | 1939 | 1946 | 1964 | 1971 |
| Einwohner | 135  | 170  | 168  | 138  | 168  | Dorf 101 und Gut 106 | 276  | 236  | 299  | 213  | 210  |

## Politik
Seit den Kommunalwahlen 2014 ist Andreas Dreßler Ortsvorsteher des Ortsteils Jühnsdorf.

## Sprache
Die ursprüngliche Sprache des Ortes und der umgebenden Landschaft des Teltow ist das Telsch, eine mittelmärkische Mundart des Niederdeutschen, um deren Beschreibung sich der Jühnsdorfer Willy Lademann verdient gemacht hat. Niederdeutsch genießt heute offiziellen Schutz im Bundesland Brandenburg. Jedoch war das Telsch bereits zu Lademanns Zeiten fast vollständig von der Berliner Umgangssprache (ein hochdeutscher Dialekt) überlagert.

## Kultur und Sehenswürdigkeiten

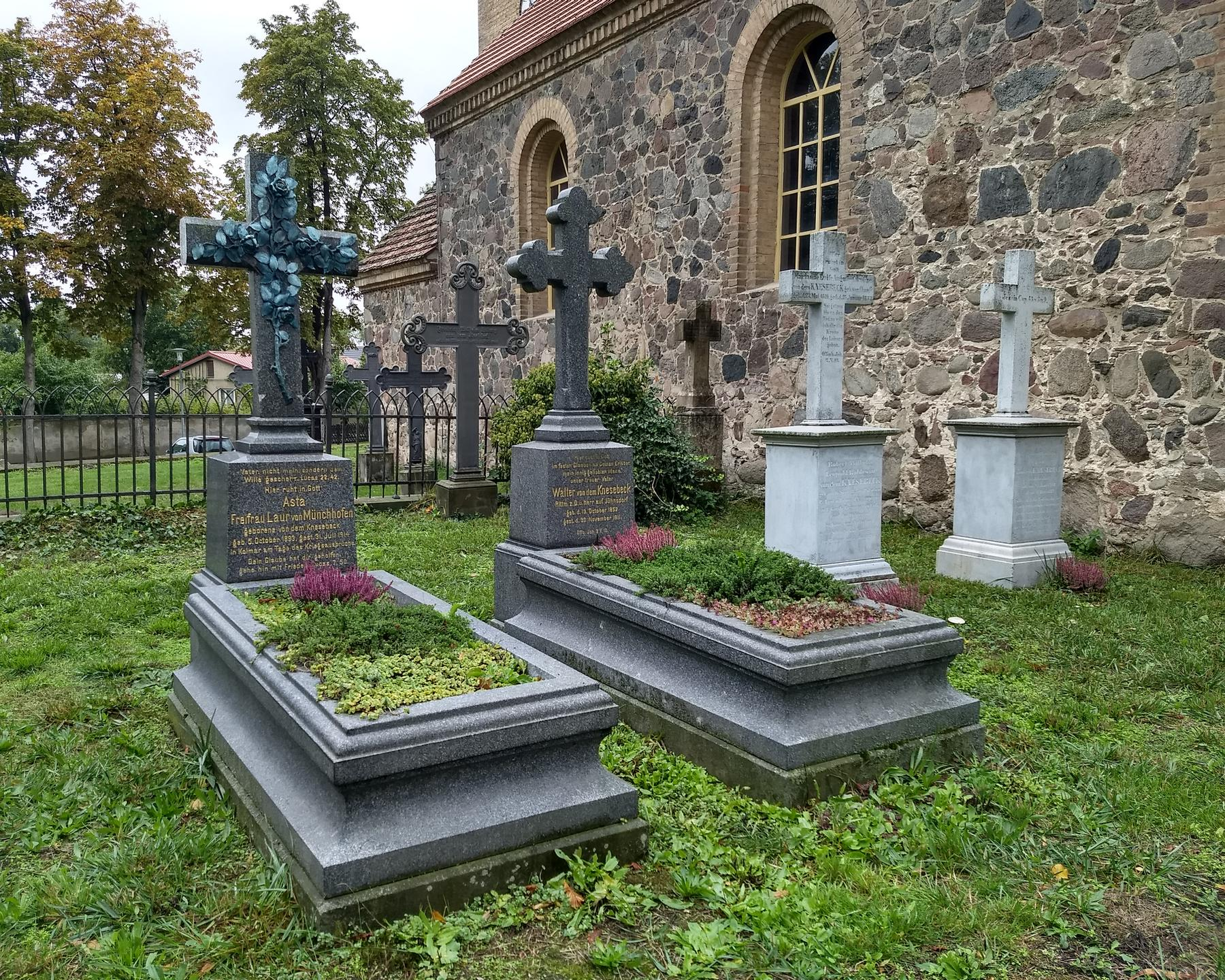
Knesebeck-Gräber

- Die Dorfkirche Jühnsdorf wurde im 14. Jahrhundert aus Granitquadern errichtet und später häufig umgestaltet. So wurde 1869 durch den Baumeister Klehmet aus Zossen im Westen ein Kirchturm aus gelbem Backstein und im Osten eine Apsis angebaut. Weiterhin ließ er die Fenster vergrößern und als Rundbogen gestalten. Klehmet verstärkte und erhöhte auch die Mauern des Kirchenschiffs. 1898 erfolgte eine Umgestaltung des Inneren der Kirche.[12] 1999 wurde das Innere der Kirche renoviert und 2002 erhielt die Apsis ein neues Dach. 2016 bekam die Kirche drei neue Glocken, wobei zwei Glocken aus der profanierten Kirche Hl. Familie aus dem niedersächsischen Rodewald stammen.[13] Eine Grabtafel im Inneren der Kirche erinnert an Louise von Hake († 1737) und ist mit wappenhaltenden Engeln verziert.
- Grabmal für die Familie von dem Knesebeck
- Gutshaus Jühnsdorf von 1824
- Die Erbbegräbnisstätte Lademann mit gusseisernen Kreuzen und dem Grabstein für den bekannten Heimatforscher des Ortes Willy Lademann (1884–1976)
- Der Nachtwächter hatte sich 1813 bei der Schlacht bei Großbeeren in der alten Linde an der Südseite der Kirchhofsmauer versteckt.[14]
- Die Schäferei stammt aus dem Jahr 1848. Damit ist das Haus das älteste erhaltene Feldsteinwohnhaus des Dorfes.
- Die Dorfschmiede befindet sich vor dem ehemaligen alten Lindengasthof.
- Teile des Landschaftsschutzgebiets Diedersdorfer Heide und Großbeerener Graben gehören zum Ortsteil.

## Wirtschaft
Die Wirtschaft Jühnsdorfs wird durch Kleingewerbe und Landwirtschaft bestimmt.

## Persönlichkeiten
- Willy Lademann (1884–1976), Altphilologe, Lehrer und Heimatforscher